# CDP (Internet protokol)
 (енгл. Cisco Discovery Protocol) у мрежним комуникацијама, је протокол слоја везе ОСИ референтног модела. Развијен је од стране  корпорације, као такав представља протокол у њиховом приватном власништу, тј. имплементиран је само у њиховом мрежним уређајима. CDP користе администратори мрежа за надгледање и прикупљање информација о директно повезаним Cisco мрежним уређајима. Ако се не подеси другачије Cisco мрежни уређаји периодично шаљу поруке, CDP обавештења ка околним уређајима. CDP поруке садрже информације о типу и моделу суседног уређаја, тип интерфејса преко кога су везани, као и конфигурисану ИП адресу. Уз то стоје и подаци о верзији IOS оперативног система. Најчешће се користе за исцртавање физичке топологије мреже, али помаже и при формирању логичке топологије мреже уколико недостаје део документације. Слање оваквих информација у околну мрежу, ако то није неопходно, потребно је искључити. Представљају непотребан саобраћај у мрежи, а исто тако и сигурносни ризик.